# Cypr na Letnich Igrzyskach Olimpijskich 1984
Cypr na Letnich Igrzyskach Olimpijskich 1984 w Los Angeles reprezentowało 10 zawodników, wyłącznie mężczyzn. Najmłodszym olimpijczykiem był kolarz Spiros Agrotis (22 lat 267 dni), a najstarszym strzelec Dimitrios Papachrisostomu (43 lat 277 dni)
Był to drugi start reprezentacji Cypru na letnich igrzyskach olimpijskich.

## Judo
Mężczyźni
- Joanis Kujalis – waga półśrednia (20. miejsce)
- Kostas Papakostas – waga średnia (18. miejsce)

## Kolarstwo
Mężczyźni
- Spiros Agrotis – kolarstwo szosowe – wyścig indywidualny (nie ukończył)

## Lekkoatletyka
Mężczyźni
- Marios Kasianidis – bieg na 10000 metrów (odpadł w eliminacjach), maraton (62. miejsce)
- Filipos Filipu – bieg na 3000 metrów z przeszkodami (odpadł w eliminacjach), maraton (nie ukończył)
- Dimitrios Arauzos – skok w dal (30. miejsce)

## Strzelectwo
Mężczyźni
- Dimitrios Papachrisostomu – trap (35. miejsce)
- Anastasios Lordos – trap (47. miejsce)
- Petros Kiritsis – skeet (13. miejsce)
- Michalakis Timwios – skeet (69. miejsce)